# Pseudomops americanus
Pseudomops americanus es una especie de cucaracha del género Pseudomops, familia Ectobiidae. Fue descrita científicamente por Saussure en 1869.
Habita en Brasil y Argentina.